# Платинадодекабериллий
Платинадодекабериллий — бинарное неорганическое соединение
платины и бериллия
с формулой Be12Pt,
кристаллы.

## Получение
- Сплавление стехиометрических количеств чистых веществ:

{\displaystyle {\mathsf {Pt+12Be\ {\xrightarrow {T}}\ Be_{12}Pt}}}

## Физические свойства
Платинадодекабериллий образует кристаллы
тетрагональной сингонии,
пространственная группа I 4/mmm,
параметры ячейки a = 0,7237 нм, c = 0,4252 нм, Z = 2,
структура типа додекамарганецтория ThMn12
.
Соединение конгруэнтно плавится при температуре >1100°С.